# The Borgias (2011)
The Borgias är en amerikansk/kanadensisk/irländsk dramaserie för TV om den mäktiga italienska släkten Borgia. Serien som skapats av Neil Jordan var tänkt att bli fyra säsonger men avslutades 2013 efter den tredje. Serien har huvudsakligen spelats in i Ungern. 
The Borgias utspelar sig under renässansen och berättar om familjen Borgias väg till  makten över den katolska kyrkan och Vatikanen. Den katolska kyrkan var vid denna tid en av de mäktigaste politiska aktörerna i Europa.  I serien spelar Jeremy Irons den skrupelfrie Rodrigo Borgia som år 1492 valdes till påve. Som överhuvud för den katolska kyrkan tog han sig namnet Alexander VI och blev en av historiens mest beryktade påvar. Hans pontifikat 1492–1503 har gått till historien bland annat för sitt osedliga leverne. 
Seriens första säsong började sändas i Skandinavien och Finland hösten 2011 på Canal + Series. Serien sändes även i Sverige sommaren 2012 på TV4. Säsong ett (2011) består av nio avsnitt, säsong två (2012) och tre (2013) består båda av tio avsnitt. 
BBC producerade 1981 en tio episoder lång dramaserie för TV med samma namn (The Borgias (1981)). 
Serien har vunnit nio Emmy Award och ett otal andra priser, samt nominerats för en Golden Globe (Jeremy Irons i klassen Best Performance by an Actor in a Television Series - Drama). Serien ges på IMDb 8 poäng av 10 möjliga.

## Roller
Serien är baserad på familjen Borgias historia, en mäktig italiensk adelssläkt av spanskt ursprung. Stjärnorna är:
- Jeremy Irons som Rodrigo Borgia, från 1492 påve med namnet Alexander VI.
- François Arnaud som Cesare Borgia, utomäktenskaplig son till blivande påven Alexander VI (vid tiden kardinal Rodrigo Borgia) och sin fars consigliere i kyrkan, bror till Lucrezia Borgia. Född i september 1475 i Rom, död 12 mars 1507, furste av Valencia[förtydliga].
- Holliday Grainger som Lucrezia Borgia, dotter till Rodrigo och sin fars ögonsten.
- Joanne Whalley som Vannozza dei Cattanei: Rodrigo Borgias älskarinna, senare en åldrande mor till påvens barn. Hennes position som familjens matriark hotas av Rodrigos/Alexander VI:s nyförvärvade makt och hans nya älskarinna.
- Lotte Verbeek som Giulia Farnese, påvens nya och vackra älskarinna. Hon visas som en oberoende och vis kvinna som lyckas vinna påven Alexanders fulla förtroende. Hon blir också nära vän och mentor till Lucrezia.
- David Oakes som Juan Borgia, son till Rodrigo och gonfalonjär i påvens armé. Han beter sig i serien hänsynslöst och arrogant, men är egentligen en oduglig fegis.
- Sean Harris som Michelotto Corella, påvens kondottiär. Han utför hänsynslösa mord på order av Cesare för att hålla påven och dennes familj vid makten.
- Aidan Alexander som Joffre Borgia, den underårige yngste sonen till påven. Han blir bortgift med Sancia av Neapel för att påven ska ernå en allians med Kungariket Neapel (hela södra Italien) och därmed ytterligare befästa sin påvemakt.
- Colm Feore som Giuliano della Rovere, en kraftfull kardinal som efter att ha förlorat påvevalet 1492 till Rodrigo Borgia ägnar all sin energi åt att försöka avsätta denne, som han ser som osedlig och hädisk. Efter Alexander VI:s död, som han förmodligen ligger bakom, kommer han att bli påve Julius II.
- Matias Varela som Kung Ferdinand av Aragonien, Kastilien och Neapel (i säsong 3).[3]
- Steven Berkoff som Girolamo Savonarola, dominikanermunken och botpredikanten i Florens som håller svavelosande predikningar mot "horpåven" i Rom och som slutligen blir exkommunicerad och avrättad av Alexander VI genom att brännas på bål i Rom.

## Historisk korrekthet

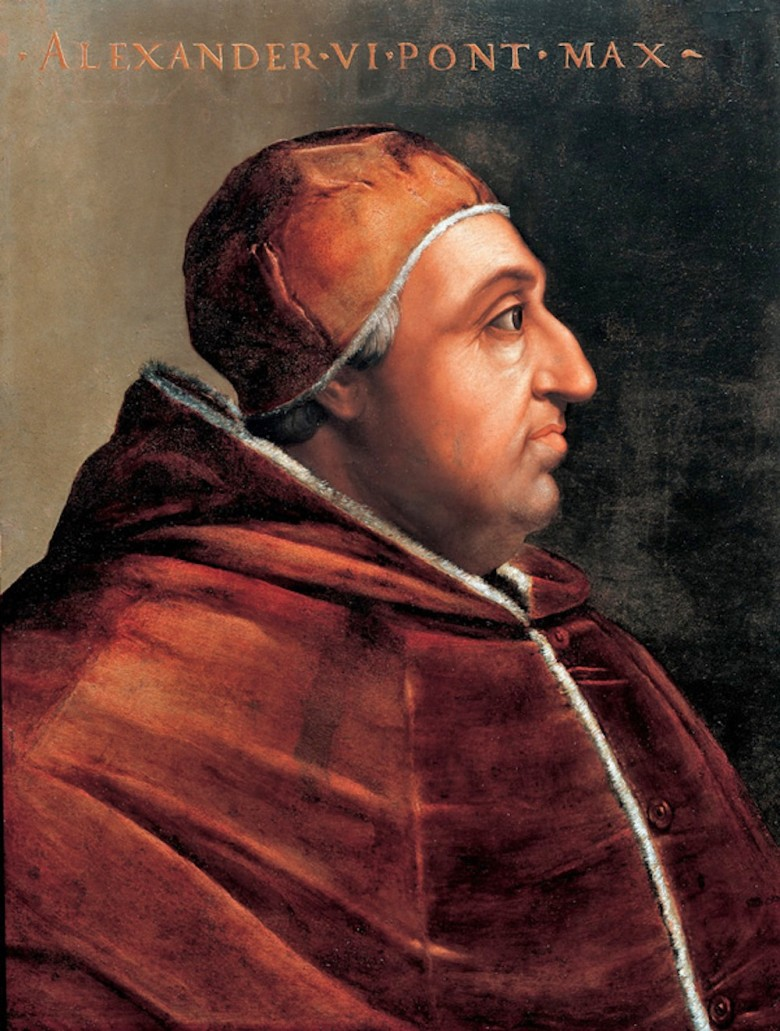
Den verkliga påven Alexander VI, den senaste i Spanien födde påven.

The Borgias är en historisk TV-serie som försöker berätta en historia som ligger i det förflutna, det vill säga på samma sätt som exempelvis den brittiska TV-serien Jag Claudius eller den amerikanska långfilmen Spartacus. Huvudpersonerna är inte fiktiva, utan har funnits i verkligheten. I en historisk TV-serie försöker manusförfattarna och producenterna att så långt som möjligt också fånga seder och sociala villkor för de personer som presenteras i berättelsen, med vederbörlig hänsyn till perioden vad gäller detaljer och trohet. Till vissa delar är emellertid serien The Borgias historisk fiktion (som precis som science fiction och fantasy är en undergenre till spekulativ fiktion, och skaparna har tagit sig vissa friheter, d.v.s. spekulerat, för att fylla på med händelser där det saknas historiska data. 
I några fall har man skrivit om historien och låtit huvudpersonerna i serien utföra handlingar som det i verkligheten var någon annan som gjorde. I TV-serien är det t.ex. Cesare Borgia som sätter fast den Borgia-hatande och exkommunicerade dominikanermunken Girolamo Savonarola i Florens genom att utmana denne på ett eldprov som denne misslyckas med. Savonarola förs sedan i en bur till Rom där han torteras av Micheletto Corella för att han ska skriva under en bekännelse om heresi. Savonarola bränns därefter levande på bål. I verkligheten var det en franciskanermunk, Francesco da Puglia som 1498 utmanade Savonarola på ett eldprov för att testa kritiken mot påven. En stor mängd människor kom för att bevittna utmaningen den 7 april, men då provet inte blev av gick förtroendet för Savonarola över i hat. En folkmassa stormade dominikanerklostret och tillfångatog Savonarola och hans närmaste män. Republiken Florens sände bud efter en påvlig delegation för att ställa Savonarola inför rätta och alla hans anhängare avsattes från sina ledande positioner. Den 22 maj 1498 dömdes han till döden genom att först hängas till döds och därefter brännas på bål. Askan efter Savonarola ströddes i floden Arno så att hans anhängare inte skulle ha en grav att gå till eller reliker att vörda. Platsen där han avrättades är utmärkt med en stenplatta på Piazza della Signoria, Florens.
Alexander VI räknas som en italiensk påve, även om han är född i Valencia i Spanien och en stor del av hans släkt hade höga poster i det spanska samhället. I serien väcker det motvilja bland många låga och höga italienskfödda att en spansk familj blir mäktigast i världen, men enligt den officiella katolska traditionen räknas han som italienare. Det kanske förvånar att påven har barn. Det har han formellt inte när han blir helig fader, och även det sexuella samlivet med hustrun förväntas upphöra. Kardinalerna hade dock familjer vid denna tidpunkt i den katolska kyrkans historia. Alexander VI var den första påven som öppet erkände sina barn födda inom den "familj" han hade som kardinal. De katolska kardinalerna besatt ofta ofantliga rikedomar och hade stor politisk makt i sina hemregioner eller hemländer.